# 柳叶五层龙
柳叶五层龙（学名：Salacia cochinchinensis）是卫矛科五层龙属的植物。分布在柬埔寨、越南以及中国大陆的云南等地，生长于海拔500米的地区，多生在路边疏林中，目前尚未由人工引种栽培。